# 格兰科纳
格兰科纳（義大利語：Grancona），是意大利威尼托大区维琴察省瓦尔利奥纳市镇的一个分区。总面积12平方公里，人口1879人，人口密度156.6人/平方公里（2009年）。国家统计（ISTAT）代码为024045。
原为单独的市镇，2017年2月17日格兰科纳与圣杰尔马诺-代贝里奇合并为新的瓦尔利奥纳市镇。